# Hapsburg Group
Hapsburg Group (dt. „Habsburg-Gruppe“) ist eine Bezeichnung, die vom verurteilten früheren US-amerikanischen Wahlkampfleiter von Donald Trump, Paul Manafort, für eine Gruppe von Personen genannt wurde, die im entgeltlichen Dienst des 2014 gestürzten prorussischen Janukowitsch-Regimes gestanden haben sollen. An Paul Manafort sollen laut seinen eigenen Angaben in diesem Zusammenhang insgesamt 60 Millionen US-Dollar ausbezahlt worden sein.

## Aufgabe von Manafort
Die Aufgabe von Manafort sei es gewesen, die 2010 an die Macht gekommene prorussische Regierung von Wiktor Janukowytsch im Westen salonfähig zu machen. Manafort arbeitete mit Erfolg daran, Wiktor Janukowitsch ein neues positives politisches Image zu geben. „Die Manipulationen bei den Parlamentswahlen von 2012 und die politisch motivierte Inhaftierung Timoschenkos standen in eklatantem Widerspruch zu dieser Sichtweise. Entsprechend bemühte sich Manafort, Timoschenko in der Öffentlichkeit anzuschwärzen und eine amerikanische Kongressresolution, die ihre Freilassung forderte, zu verhindern.“
Als Mitglieder dieser Gruppe wurden genannt:
- der ehemalige polnische  Staatspräsident Aleksander Kwaśniewski sowie
- der frühere österreichische Bundeskanzler und SPÖ-Vorsitzende Alfred Gusenbauer, und
- der frühere EU- Kommissionspräsident und italienische Ministerpräsident Romano Prodi, sowie
- ein weiteres, noch unbekanntes Mitglied, das 2013, seine Ansichten bei einem Treffen mit dem damaligen amerikanischen Präsidenten, Barack Obama, einbringen habe können.[3]

Paul Manafort hat im Zuge von Ermittlungen des US-amerikanischen Sonderstaatsanwalts Robert Mueller zugegeben, dass ein „kriminelles, von Geldwäscherei und Steuerbetrug begleitetes Konstrukt von Lobbying-Aktivitäten im Interesse der früheren ukrainischen Regierung unter dem prorussischen Präsidenten Wiktor Janukowitsch bestanden habe.“ In einer außergerichtlichen Vereinbarung (Plea Agreement) mit dem Sonderstaatsanwalt gab Manafort zu, in den Jahren 2012/13 über Offshore-Konten Zahlungen in der Höhe von mehr als zwei Millionen Euro (2,4 Millionen US-Dollar) an die Hapsburg-Group arrangiert zu haben. „Um europäische Steuergesetze zu umgehen, habe der Vertrag mit der ‚Habsburg-Gruppe‘ fälschlicherweise festgehalten, dass deren Tätigkeit nur außerhalb Europas stattfinden werde. In Wirklichkeit nahmen Gusenbauer, Prodi und Kwasniewski in Europa an diversen Konferenzen teil, um dort zum Thema Ukraine zu sprechen. Dass sie dabei von Manafort und letztlich von der Regierung Janukowitsch bezahlt wurden, hielten sie vor der Öffentlichkeit verborgen.“ Unterstützung bei der Organisation der Lobbykampagne erhielt Paul Manafort von Alan Friedman, einem ehemaligen britischen Journalisten.

## Die genannten Mitglieder der Gruppe
Die Recherchen von Journalisten führten nicht dazu, dass Alfred Gusenbauer, Romano Prodi oder Aleksander Kwaśniewski diese Vorwürfe von Paul Manafort in Bezug auf die Habsburg Gruppe und deren Tätigkeiten eingestanden. Alfred Gusenbauer, Romano Prodi und Aleksander Kwasniewski nahmen an Konferenzen teil und veröffentlichten Zeitungskommentare, in denen sie für engere Beziehungen zwischen der Ukraine und dem Westen plädierten. Dies „war keine ungewöhnliche Forderung und entsprach wohl ohnehin ihren Überzeugungen. Aber mit ihrer Einschätzung an einer dieser Konferenzen, dass die Wahlen von 2012 einen ‚gewaltigen Fortschritt‘ bedeuteten, während eine Beobachtermission der OSZE von einem Rückschritt sprach, trugen sie zur Weisswaschung des Janukowitsch-Regimes bei. Vor allem jedoch müssen sich die Mitglieder des ‚Habsburg-Gruppe‘ den Vorwurf gefallen lassen, dass sie sich der Öffentlichkeit als unabhängige Elder Statesmen darstellten, während sie in Wirklichkeit im Solde Kiews standen.“

### Aleksander Kwaśniewski
Der ehemalige polnische Staatspräsident Aleksander Kwaśniewski erhielt im Juni 2012 vom damaligen Präsidenten des Europäischen Parlamentes, Martin Schulz, den Auftrag, zusammen mit einem britischen Politiker eine Monitoring-Mission in der Ukraine zu leiten. Er besuchte die Ukraine 27-mal bis zum Ausbruch des Volksaufstandes 2014 gegen die Regierung Janukowitsch (siehe: Euromaidan). Die Aufgabe von Aleksander Kwaśniewski war, das rechtsstaatlich fragwürdige Gerichtsverfahren gegen die inhaftierte ukrainische Oppositionsführerin Julia Timoschenko nachzuprüfen. Die Freilassung forderten damals viele westliche Politiker. Laut den amerikanischen Gerichtsakten im Fall Paul Manafort soll jedoch Aleksander Kwaśniewski gleichzeitig Geld von der ukrainischen Regierung genommen haben, die für die Inhaftierung von Julia Timoschenko verantwortlich war.
Aleksander Kwaśniewski dementierte im Juni 2018 gegenüber dem Magazin Politico, je für Manafort gearbeitet zu haben.

### Alfred Gusenbauer
Alfred Gusenbauer soll laut Manafort der Kopf der Hapsburg-Group sein. Er bestritt im Juni gegenüber der Zeitung Der Standard jedoch den Vorwurf des Lobbyings und die Gesamtsumme von zwei Millionen Euro. Er sei lediglich für die Teilnahme an Konferenzen bezahlt worden und habe diese Gelder auch versteuert. Er habe sich für ein Assoziierungsabkommen der EU mit der Ukraine engagiert, auch in den USA. Seine Aktivitäten seien dabei von einer amerikanischen oder englischen Firma bezahlt worden, an „eine Summe kann er sich nicht erinnern. Manafort habe er zwei Mal auf einen Kaffee getroffen, einmal in den USA und einmal in Europa. Er habe mit ihm aber keine Geschäftsbeziehungen unterhalten, und es sei ihm nicht bewusst gewesen, dass hinter dem Auftrag das Lobbying stecken könnte.“
Laut den US-amerikanischen Justizakten jedoch, soll Paul Manafort mehrere Treffen des europäischen Ex-Kanzlers in Washington eingefädelt haben, „unter anderem mit dem Vorsitzenden des aussenpolitischen Komitees im Repräsentantenhaus und einem für die Ukraine zuständigen hohen Beamten im State Department. Der ehemalige Kanzler hätte sich für diese Aktivitäten gemäss amerikanischer Gesetzgebung als Lobbyist einer ausländischen Macht registrieren lassen müssen. Gusenbauer setzte stattdessen auf Verschwiegenheit: Er soll laut einem amerikanischen Dokument eingewilligt haben, diskret vorzugehen, und seine Tätigkeit als ‚Untergrund-Kommentierung‘ bezeichnet haben.“
In Punkt 31 der Anklageschrift des amerikanischen Sonderermittlers Robert Mueller gegen Paul Manafort wird ein ausländischer Politiker bzw. „ehemaliger europäischer Kanzler“ als Leiter der Hapsburg Group genannt. Lediglich in Deutschland und Österreich werden die Regierungschefs als Kanzler bezeichnet. Auf Anfrage bei Romano Prodi hat dieser bestätigt, dass es eine von Alfred Gusenbauer geführte Gruppe gegeben habe – von einer Hapsburg Group wisse er aber nichts.
Das US-Lobbyingunternehmen Mercury Public Affairs LLC hat dem US-Justizministerium Unterlagen vorgelegt, aus denen hervorgeht, dass Alfred Gusenbauer in Washington im Juni 2013 Ed Royce, den Vorsitzenden des außenpolitischen Ausschusses im Repräsentantenhaus, sowie die republikanischen Abgeordneten Tom Marino und Robert Aderholt traf. Romano Prodi hatte bereits ähnliche Treffen im März 2013. Bei allen Treffen wurden Alfred Gusenbauer und Romano Prodi von Mitarbeitern von Mercury begleitet. Romano Prodi,  Aleksander Kwaśniewski und Alfred Gusenbauer waren auch zusammen im Beratungsgremium des kasachischen Autokraten Nursultan Nasarbajew.
Mercury Public Affairs betrieb Lobbying im Auftrag der belgischen Organisation European Centre for a Modern Ukraine (ECMU). ECMU soll Janukowytschs Partei der Regionen nahegestanden haben. Laut einer Meldung von Manaforts Lobbyingfirma DMP International LLC verfolgte das ECMU die gleichen Ziele wie die damalige ukrainische Regierungspartei.
Alfred Gusenbauer berät auch seit einigen Jahren den Glücksspielkonzern Novomatic.

### Romano Prodi
Romano Prodi soll z. B. mittels Zeitungsartikel für die Ukraine unter Wiktor Janukowitsch geworben haben.
Prodi selbst sagt, dass es zu diesem Zeitpunkt (2012/2013) ein Team gab, das in ganz Europa über die Beziehungen zwischen der EU und der Ukraine referierte. Er habe in vielen europäischen Städten, in Paris, Wien usw. mit anderen Persönlichkeiten Vorträge gehalten. Seine Positionen zu diesem Thema seien eindeutig, er habe einen Artikel für die New York Times und für Christian Science Monitor geschrieben, er habe sich immer dafür ausgesprochen, die Ukraine der Europäischen Union einander näher zu bringen. Es habe Konferenzen gegeben, für deren Teilnahme er bezahlt wurde, aber dies sei alles transparent.

### Der vierte Mann
Wer das vierte Mitglied der Gruppe ist, kann wegen der unsicheren Andeutungen des Teams um den Sonderstaatsanwalt Mueller in den verfügbaren Akten, möglicherweise wegen außenpolitischer Rücksichtnahmen, nicht sicher gesagt werden. Der unbekannte Spitzenpolitiker soll am 16. Mai 2013 in Washington für die Ukraine, als er den Ministerpräsidenten seines Landes zu einem Treffen mit Präsident Obama und Vizepräsident Joe Biden begleitete, tätig geworden sein. Im öffentlichen Terminkalender des Weißen Hauses ist für jenen Tag nur ein hochrangiger Besuch eingetragen. Der des türkischen Regierungschefs Recep Tayyip Erdoğan. Bei diesem Treffen wurde Erdogan vom Geheimdienstchef sowie von Ahmet Davutoğlu, dem damaligen Außenminister und späteren Ministerpräsidenten der Türkei begleitet.